# 希爾思寵物營養
希爾思寵物營養公司（英語：Hill's Pet Nutrition, Inc.），為高露洁-棕榄旗下的子公司，是美國犬粮及猫粮生產商，其產品以希爾思（Hill's）品牌推出市場。

## 歷史

希爾包裝公司

希爾思由伯頓·希爾（Burton Hill）於1907年春天建立，本稱希爾提煉工程（Hill Rendering Works），主要為肖尼縣處理死去及殘缺的動物，其副產品用於製造農場飼料。
至1930年，公司易名為希爾包裝公司（Hill Packing Company）。除了新增的碾磨部門之外，公司亦有生產供人食用的馬肉，每星期屠宰及處理500匹馬，出口到挪威、瑞典、芬蘭及荷蘭。
1968年，希爾包裝公司被里維亞納食品收購。1976年里維亞納食品與高露洁-棕榄合併。